# تپه کورا بلاغ
تپه کورا بلاغ مربوط به اواخر کالکولتیک (مس‌سنگی) ـ دوره اسلامی قرن ۶ تا ۸ ه.ق است و در شهرستان تکاب، بخش مرکزی، دهستان انصار، روستای آسمان بلاغی واقع شده است. این اثر در تاریخ ۳۰ دی ۱۳۸۵ با شمارهٔ ثبت ۱۶۷۹۷ به عنوان یکی از آثار ملی ایران به ثبت رسیده است.